# 8697 Olofsson
8697 Olofsson (1993 FT23) là một tiểu hành tinh vành đai chính.